# Větrný mlýn v Chomutově
Větrný mlýn v Chomutově je nově postavený mlýn holandského typu, který stojí ve Skanzenu Stará Ves v Zooparku Chomutov, na vyvýšenině poblíž Kamencového jezera, v bývalém prostoru Šiklova dolu a bývalého vojenského cvičiště. Stojí ve výšce 351 m n. m.

## Historie
Větrný mlýn byl vybudován roku 2006 podle návrhu Ing. Arch. Jaroslava Pachnera a projektanta Petra Vachulky jako první stavba skanzenu budov. Předlohou se stal mlýn v německé obci Reichstädt, který byl v roce 1985 zrekonstruován.

## Popis
Mlýn je vysoký 12,5 metru, dole má průměr 8,6 metru, nahoře průměr 5 metrů. Ve druhém patře se nachází palečné kolo s brzdou, cévové kolo, hlavní hřídel a malé mlecí složení o velikosti 60 cm.